# Strzelec Broszniów
Strzelec Broszniów – polski klub piłkarski z siedzibą w Broszniowie. Rozwiązany podczas II wojny światowej.

## Historia
Chronologia nazw:
- 1932: K.S. [Klub Sportowy] Strzelec Broszniów
- 1939: klub rozwiązano

Piłkarska drużyna Strzelec została założona w Broszniowie (pow. stryjski) w latach 30. XX wieku. Pierwszy zanotowany mecz drużyny odbył się 11 września 1932 roku. Zespół piłkarski nigdy nie zakwalifikował się do rozgrywek barażowych o I ligę Państwową. Trzy sezony zmagał się o mistrzostwo stanisławowskiego OZPN.
We wrześniu 1939, kiedy wybuchła II wojna światowa, klub przestał istnieć.